# ترمیم‌کنندگان زناشویی
ترمیم‌کنندگان زناشویی (انگلیسی: The Fixer Uppers) یک فیلم کوتاه کمدی آمریکایی است که در سال ۱۹۳۵ منتشر شد.

## بازیگران
- استن لورل
- اولیور هاردی
- می بوش
- چارلز میدلتون
- آرتور هاوسمن
- نوآ یانگ
- جک هیل
- دیک گیلبرت